# Prisc Àtal
Flavi Prisc Àtal (llatí: Flavius Priscus Attalus) va ser senador i home d'estat romà que va ser elegit emperador dues vegades, la primera de l'any 409 al 410 i l'altra del 414 al 415.
Havia nascut a Jònia i va ser educat com a pagà. Va ser batejat per un bisbe arrià. Va ocupar diversos càrrecs i va ser senador. L'any 409 ocupava el de prefecte de la ciutat a Roma quan Alaric va assetjar la ciutat. Van ser probablement les simpaties arrianes d'Àtal que van portar Alaric I a proclamar-lo emperador el 409, un cop ocupada la ciutat, amb la complicitat del senat. Els visigots el van portar a Ravenna, on va enviar una carta insultant a Honori que havia estat nomenat August i emperador d'Occident pel seu pare l'emperador Teodosi. Tornat a Roma, va governar amb poca destresa i Alaric no n'estava content, tot i que havia nomenat Ataülf, el seu cunyat Comes domesticorum. Quan els visigots van marxar de Roma l'any 410, el van destituir i se'l van emportar com a ostatge.
El 414 els visigots, amb Ataülf ja proclamat rei, dubtaven entre les diverses faccions que es disputaven l'Imperi Romà d'Occident i primer van recolzar Joví que s'havia proclamat emperador a Magúncia; però després van tornar a proclamar emperador a Prisc Àtal a Bordeus. Ataülf el va abandonar poc més tard, i va ser capturat per una nau romana quan navegava per aigües de la Mediterrània (415). Va ser portat davant d'Honori que li va fer tallar dos dits de la mà dreta i el va exposar a la vergonya pública (416), desterrant-lo després a perpetuïtat a les illes Lipari, on va morir.